# Primi ministri del Camerun
I primi ministri del Camerun dal 1960 (data di indipendenza dalla Francia dell'allora Camerun francese) ad oggi sono i seguenti.
- Nel 1961 al Paese si unì la parte meridionale del Camerun britannico, denominata Camerun del Sud o Camerun Occidentale (l'area settentrionale del possedimento britannico aderì invece alla Nigeria), ricomponendo così l'unità nazionale venuta meno con lo smembramento del Camerun tedesco. Tuttavia il Camerun occidentale, in conformità all'ordinamento federale della nuova entità politica, ebbe un proprio Primo ministro fino al 1972.

## Lista
| Primo ministro                                         | Primo ministro | Primo ministro         | Partito                                          | Elezione   | Mandato           | Mandato           | Capo di Stato  |
| Primo ministro                                         | Primo ministro | Primo ministro         | Partito                                          | Elezione   | Inizio            | Fine              | Capo di Stato  |
| ------------------------------------------------------ | -------------- | ---------------------- | ------------------------------------------------ | ---------- | ----------------- | ----------------- | -------------- |
|                                                        |                | Ahmadou Ahidjo         | Unione Camerunese                                |            | 1º gennaio 1960   | 5 maggio 1960     | Ahmadou Ahidjo |
|                                                        |                | Charles Assalé         | Unione Camerunese                                |            | 15 maggio 1960    | 19 giugno 1965    | Ahmadou Ahidjo |
|                                                        |                | Vincent de Paul Ahanda | Unione Camerunese                                |            | 19 giugno 1965    | 20 novembre 1965  | Ahmadou Ahidjo |
|                                                        |                | Simon Pierre Tchoungui | Unione Camerunese, Unione Nazionale Camerunese   |            | 20 novembre 1965  | 2 giugno 1972     | Ahmadou Ahidjo |
| Carica vacante (dal 2 giugno 1972 al 30 giugno 1975)   |                |                        |                                                  |            |                   |                   | Ahmadou Ahidjo |
|                                                        |                | Paul Biya              | Unione Nazionale Camerunese                      | 1978       | 30 giugno 1975    | 6 novembre 1982   | Ahmadou Ahidjo |
|                                                        |                | Bello Bouba Maigari    | Unione Nazionale Camerunese                      |            | 6 novembre 1982   | 22 agosto 1983    | Paul Biya      |
|                                                        |                | Luc Ayang              | Unione Nazionale Camerunese                      | 1983       | 22 agosto 1983    | 25 gennaio 1984   | Paul Biya      |
| Carica abolita (dal 25 gennaio 1984 al 26 aprile 1991) |                |                        |                                                  |            |                   |                   | Paul Biya      |
|                                                        |                | Sadou Hayatou          | Raggruppamento Democratico del Popolo Camerunese |            | 26 aprile 1991    | 9 aprile 1992     | Paul Biya      |
|                                                        |                | Simon Achidi Achu      | Raggruppamento Democratico del Popolo Camerunese | 1992       | 9 aprile 1992     | 19 settembre 1996 | Paul Biya      |
|                                                        |                | Peter Mafany Musonge   | Raggruppamento Democratico del Popolo Camerunese | 1997, 2002 | 19 settembre 1996 | 8 dicembre 2004   | Paul Biya      |
|                                                        |                | Ephraïm Inoni          | Raggruppamento Democratico del Popolo Camerunese | 2007       | 8 dicembre 2004   | 30 giugno 2009    | Paul Biya      |
|                                                        |                | Philémon Yang          | Raggruppamento Democratico del Popolo Camerunese | 2013       | 30 giugno 2009    | 4 gennaio 2019    | Paul Biya      |
|                                                        |                | Joseph Ngute           | Raggruppamento Democratico del Popolo Camerunese |            | 4 gennaio 2019    | in carica         | Paul Biya      |

### Primi ministri del Camerun occidentale (1961-1972)
| Primo ministro | Primo ministro | Primo ministro       | Partito                                                                | Elezione | Mandato         | Mandato         |
| Primo ministro | Primo ministro | Primo ministro       | Partito                                                                | Elezione | Inizio          | Fine            |
| -------------- | -------------- | -------------------- | ---------------------------------------------------------------------- | -------- | --------------- | --------------- |
|                |                | John Ngu Foncha      | Partito Democratico Nazionale del Camerun                              |          | 1º ottobre 1961 | 13 maggio 1965  |
|                |                | Augustine Ngom Jua   | Unione Nazionale Camerunese, Partito Democratico Nazionale del Camerun |          | 13 maggio 1965  | 11 gennaio 1968 |
|                |                | Salomon Tandeng Muna | Unione Nazionale Camerunese                                            |          | 11 gennaio 1968 | 2 giugno 1972   |